# مؤلف
المؤلف عموما هو الشخص الذي يستحدث شيئا جديدا فيكسبه حقوقا ويحمله مسؤولية عن هذا المنتج. وفي كثير من الأحيان تشير كلمة مؤلف إلى من يكتب كتبا أو قصص أو قصائد أو أي عمل مكتوب آخر. وتختلف هذه الكتابات، فقد تكون حقيقة أو خيال، قصيرة أو طويلة.
وكلمة مؤلف في اللغة العربية هي اسم فاعل من ألَّفَ.
لا يشمل اسم مؤلف الكتاب فقط ولكن أيضا من يكتب القطع الموسيقية.